# American Idiot (노래)
〈American Idiot〉은 미국의 펑크 록 밴드 그린 데이의 곡이다. 이 곡은 동명의 일곱 번째 스튜디오 음반의 타이틀곡으로, 첫 번째 싱글로 발매되었다. 이 노래는 평론가들로부터 긍정적인 평가를 받았으며 2005년 그래미 어워드 4개 부문에 후보로 지명되었다. 그리고 이 곡은 이 밴드의 대표곡 중 하나로 여겨진다.

## 배경
음반에 명시적으로 정치적인 두 곡 중 하나(다른 하나는 동료 싱글 〈Holiday〉)는 대중 매체가 대중의 편집증과 어리석음을 조직했다고 말한다. 빌리 조 암스트롱은 이라크 전쟁에 대한 케이블 뉴스 보도를 인용하며 "그들은 허랄도 리베라 같은 모든 기자들을 군인들과 함께 탱크에 넣어 플레이 바이 플레이를 했다"라고 회상했다. 그는 미국 뉴스가 광고와 함께 잘린 폭력적인 장면을 보여주면서, 언론에서 리얼리티 TV로 선을 넘었다고 느꼈다. 암스트롱은 자신의 자동차 라디오에서 레너드 스키너드의 노래 〈That's How I Like It〉을 들은 후 이 노래를 계속 작곡했다. "'나는 빨간 목이 자랑스럽다'는 느낌이었고, 나는 '오 세상에, 왜 그런 것을 자랑스러워 할까?'라는 생각이 들었습니다. 이것이 바로 제가 반대하는 것입니다." 작곡가 마이크 던트는 이 트랙이 손가락질하는 분노의 노래가 아니라 '개성에 대한 촉구'로 보일 수 있다는 것을 깨닫기 전까지 많은 사람들이 이 트랙에 대해 모욕감을 느낄 것이라고 느꼈다. 이 노래는 "faggot"과 "America"라는 단어를 병치하여 강한 언어를 강조하여, 그가 상상하는 것이 권리를 박탈당한 사람들의 목소리가 될 것이라고 생각했다.
2004년 《Q》와의 인터뷰에서 그린 데이의 세 멤버는 자신들의 노래와 관련하여 국기 모독에 대한 아이디어를 논의했으며, 암스트롱과 던트는 "나에게 아무런 의미가 없고, 빌어먹을 것을 태우자"고 지지했다.

## 여담
2018년 7월 도널드 트럼프의 영국 방문을 앞두고 〈American Idiot〉을 영국 차트 정상에 올려놓기 위한 캠페인이 시작되었다. 2018년 7월 13일자 영국 오피셜 차트에서 이 곡은 영국 싱글 차트 25위, 영국 싱글 다운로드 차트 2위로 재진입되었다.
2019년 빌리 조 암스트롱은 라이브 공연 중 "I'm not a part of a redneck agenda(나는 빨간 목 의제의 일부가 아니다)"라는 가사를 "I'm not a part of a MAGA agenda(나는 MAGA 의제의 일부가 아니다)"로 바꾸기 시작했다. 이 서정적인 변주곡은 2024년 《뉴 이어스 로킨 이브》에서 그린 데이의 텔레비전 공연 이후 대중의 새로운 관심을 받았다. 암스트롱은 도널드 트럼프를 아돌프 히틀러에 비유하며 강하게 비판했다.

## 곡 목록
| #  | 제목                  | 재생 시간 |
| -- | --------------------- | --------- |
| 1. | 〈American Idiot〉    | 2:54      |
| 2. | 〈Too Much Too Soon〉 | 3:33      |

| #  | 제목                                          | 재생 시간 |
| -- | --------------------------------------------- | --------- |
| 1. | 〈American Idiot〉                            | 2:54      |
| 2. | 〈Shoplifter〉                                | 1:52      |
| 3. | 〈Governator〉 (lyrics written by Mike Dirnt) | 2:31      |

7인치 픽처 디스크
| #  | 제목               | 재생 시간 |
| -- | ------------------ | --------- |
| 1. | 〈American Idiot〉 | 2:54      |

| #  | 제목                  | 재생 시간 |
| -- | --------------------- | --------- |
| 1. | 〈Too Much Too Soon〉 | 3:33      |

| #  | 제목                                                   | 재생 시간 |
| -- | ------------------------------------------------------ | --------- |
| 1. | 〈American Idiot〉 (music video)                       | 3:02      |
| 2. | 〈American Idiot〉 (live at the Grammy Awards in 2005) | 3:17      |

## 인증
| 국가                                                                                         | 인증        | 판매량/출하량 |
| -------------------------------------------------------------------------------------------- | ----------- | ------------- |
| 오스트레일리아 (ARIA)                                                                        | 골드        | 35,000^       |
| 캐나다 (뮤직 캐나다)                                                                         | 5× 플래티넘 | 400,000       |
| 덴마크 (IFPI Danmark)                                                                        | 골드        | 45,000        |
| 이탈리아 (FIMI)                                                                              | 플래티넘    | 50,000        |
| 일본 (RIAJ)                                                                                  | 골드        | 100,000*      |
| 뉴질랜드 (RMNZ)                                                                              | 골드        | 5,000*        |
| 영국 (BPI)                                                                                   | 2× 플래티넘 | 1,200,000     |
| 미국 (RIAA)                                                                                  | 골드        | 500,000*      |
| *판매량을 기반으로 한 인증 · ^출하량을 기반으로 한 인증 · 판매량+스트리밍을 기반으로 한 인증 |             |               |